# Melong
Melong is een bestuurslaag in het regentschap Cimahi van de provincie West-Java, Indonesië. Melong telt 66.164 inwoners (volkstelling 2010).